# توماس كراغ
توماس كراغ (بالنرويجية البوكمول: Thomas Peter Krag)‏ هو كاتب ومؤلف وكاتب سيناريو وشاعر نرويجي، ولد في 28 يوليو 1868 في كراغرو في النرويج، وتوفي في 13 مارس 1913 في كريستيانية في النرويج.

## وصلات خارجية
- توماس كراغ على موقع IMDb (الإنجليزية)
- توماس كراغ على موقع قاعدة بيانات الفيلم (الإنجليزية)